# Ахура Мазда
Ахура Мазда (Премудри Господар) је назив за Бога у Зороастризму, као и у маздаизму који му је претходио.
Израз Ахура Мазда се у Авестама најуобичајније користи за име Бога, као што је Алах код Арапа, а Јехова код Јевреја.

## Етимологија
Реч потиче из Авестанског језика, једног од иранских (аријанских) језика. „Аху“ значи живети, живот или дух, док корен „ах“ означава „бити“, а „Раа“ значи даровалац, давалац. Отуда „Аху-раа“ значи Давалац живота.
„Мазда“ се може транспоновати у и други аријански (ирански) језик Санскрит као „Махаадаа“. „Махаа“ значи велик, док „даа“ значи давалац, даровалац. Отуда, Мазда значи – Велики Даровалац. Дакле, Ахура Мазда има значење Даровалац Живота, Велики Даровалац, а такође и Велики Стваралац.